# Венецки мост
Венецкият мост (на гръцки: Γεφύρι Κέντρου), известен и като Турският мост (Τούρκικο Γεφύρι) е каменен мост край гревенското село Кендро (Венци) Егейска Македония, Гърция.
Мостът е разположен на надморска височина от 626 m, веднага източно от Кендро, на рекичката приток на Бистрица (Алиакмонас). Построен е в 1814 година и свързва пазарния нахийски център Венци със съседните села Агалуш и Саракина. Мостът се използва активно до 60-те години на XX век.
Мостът има една полукръгла арка. Общата му дължина е 9 m, височината 4,50 m, а отворът на арката 4,20 m. Ширината му е голяма 3,80 m с 2,40 m ширина на пътното платно, тъй като е бил предназначен за коли.